# Brasão de armas da Polónia
O Brasão de armas da Polônia tem como principal referência uma águia (em polonês Orzeł Biały).

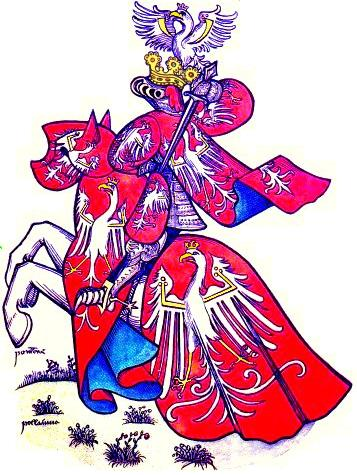
Rei da Polônia em trajes tournamental
Brasão da Segunda República Polonesa, 1919 a 1927
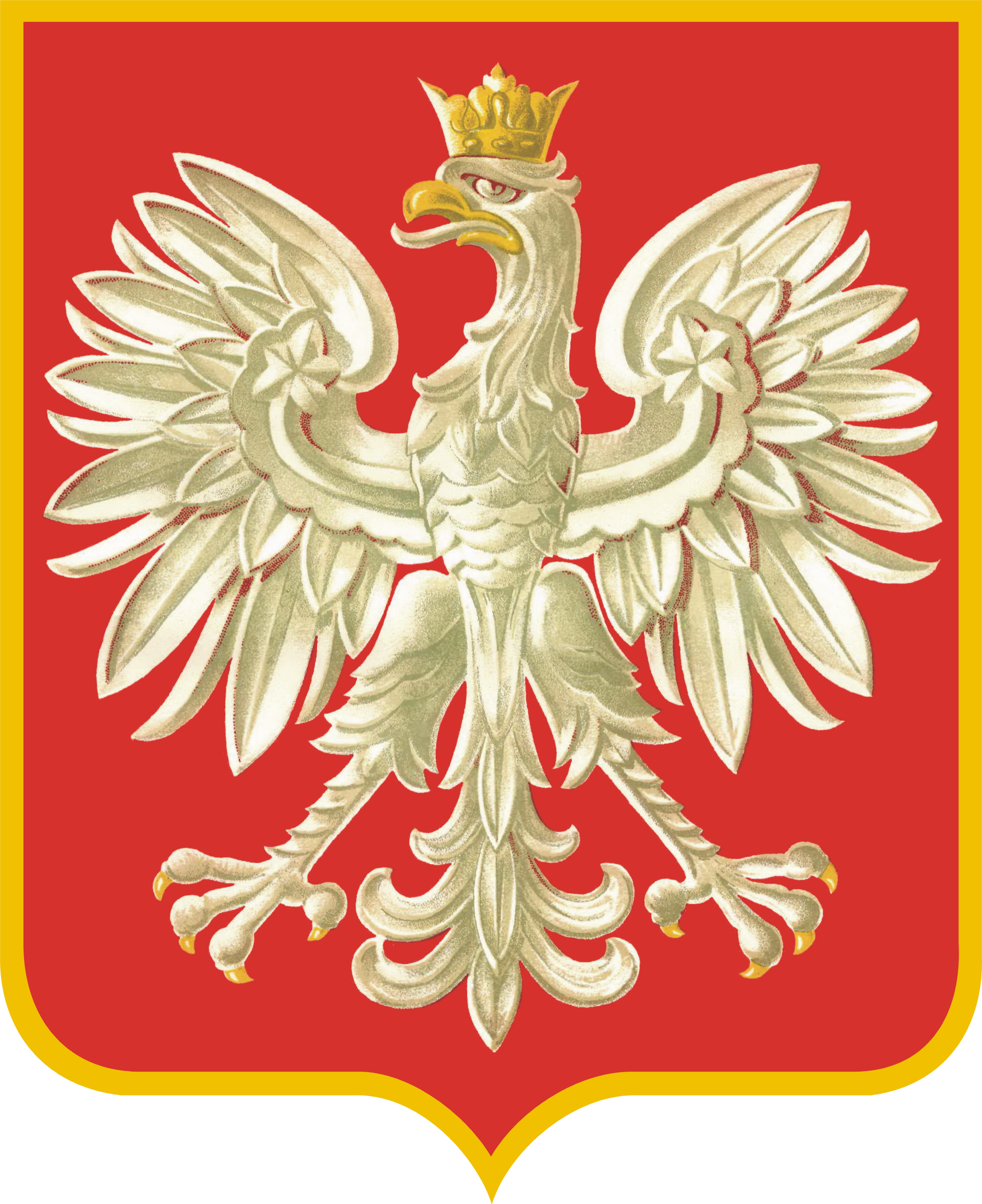
Brasão da Segunda República Polonesa, 1927 a 1939
Brasão da República Popular da Polónia, 1945 a 1989 - a águia sem coroa.
Brasão da República da Polónia, 1990 - dias atuais. a águia com coroa.